# Lifted By Love
«Lifted By Love» es una canción escrita por K. D. Lang y Ben Mink. 

## Lista de temas
Cd maxisencillo
1. «Lifted By Love» (Club Xanax Mix) 4:00
2. «Lifted By Love» (Elevate Your Love Mix) 6:20
3. «No More Tears (Enough is Enough)» (Classic Club Mix) a dúo con Andy Bell 6:04
4. «Miss Chatelaine» (St. Tropez Mix) 5:32
5. «Just Keep Me Moving» (Movin' Mix) 6:39

Vinilo
1. «Lifted By Love» (Elevate Your Love Mix) 6:20
2. «Lifted By Love» (Vocal Tribal Dub) 5:32
3. «Lifted By Love» (Lifted By Dub) 9:04
4. «No More Tears (Enough Is Enough)» (Classic Club Mix)  a dúo con Andy Bell 6:04
5. «No More Tears (Enough Is Enough)» (Tribalism Mix)  a dúo con Andy Bell 6:11
6. «No More Tears (Enough Is Enough)» (Boriqua Beats)  a dúo con Andy Bell 2:46
7. «Lifted By Love» (Radio Remix Edit) 3:13[1][2]

## Datos adicionales
Este disco incluye varias remezclas del dúo con Andy Bell, del éxito de 1979 No More Tears (Enough Is Enough), de Donna Summer y Barbra Streisand, compuesto por Paul Jabara y Bruce Roberts.

Este tema, en su versión original, fue incluido en la banda de sonido de la película Coneheads y cantado en vivo por el dúo durante la premiación de los Brit Awards del año 1993.